# Szerencsi kistérség
A Szerencsi kistérség kistérség Borsod-Abaúj-Zemplén megyében, központja: Szerencs.

## Települései
| Alsódobsza | Bekecs     | Golop        | Legyesbénye | Mád        |
| Megyaszó   | Mezőzombor | Monok        | Prügy       | Rátka      |
| Sóstófalva | Szerencs   | Taktaharkány | Taktakenéz  | Taktaszada |
| Tállya     | Tiszalúc   | Újcsanálos   |             |            |